# John B. Rice

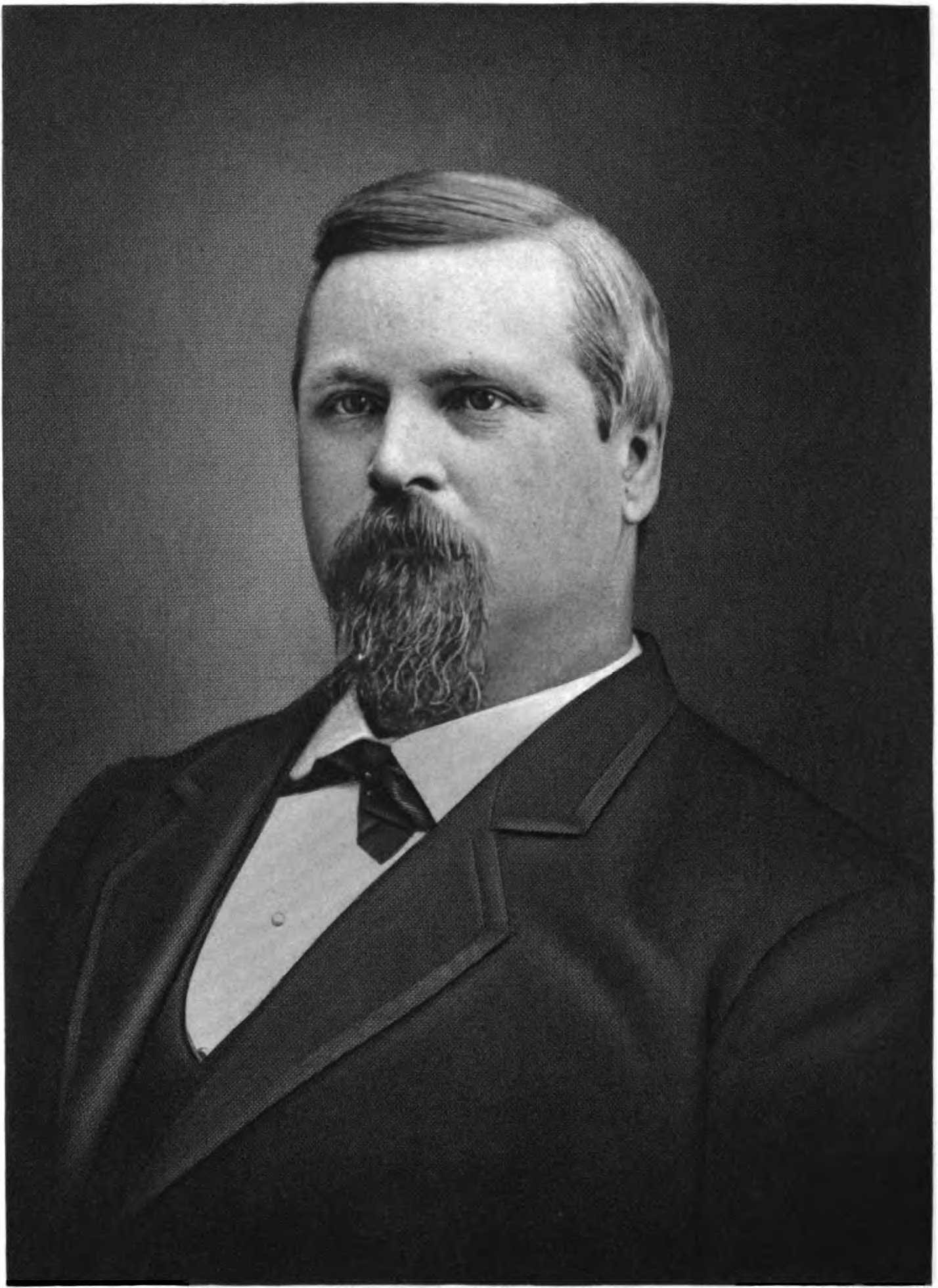
John B. Rice

John Birchard Rice (* 23. Juni 1832 in Fremont, Ohio; † 14. Januar 1893 ebenda) war ein US-amerikanischer Politiker. Zwischen 1881 und 1883 vertrat er den Bundesstaat Ohio im US-Repräsentantenhaus.

## Werdegang
John Rice besuchte die öffentlichen Schulen seiner Heimat und danach das Oberlin College. Anschließend studierte er bis 1857 an der University of Michigan in Ann Arbor Medizin. In den folgenden beiden Jahren intensivierte er seine erworbenen medizinischen Kenntnisse am Jefferson Medical College in Philadelphia und im Jahr 1859 am Bellevue Hospital in New York City. Anschließend hielt er an verschiedenen medizinischen Fakultäten in Ohio Vorlesungen zum Thema Militärmedizin. Während des Bürgerkrieges war er Militärarzt in verschiedenen Einheiten im Heer der Union. Später fungierte er als Kurator des staatlichen Krankenhauses in Toledo und gehörte dem Gesundheitsausschuss seiner Heimatstadt Fremont an.
Politisch wurde Rice Mitglied der Republikanischen Partei. Bei den Kongresswahlen des Jahres 1880 wurde er im zehnten Wahlbezirk von Ohio in das US-Repräsentantenhaus in Washington, D.C. gewählt, wo er am 4. März 1881 die Nachfolge von Thomas Ewing antrat. Da er im Jahr 1882 auf eine weitere Kandidatur verzichtete, konnte er bis zum 3. März 1883 nur eine Legislaturperiode im Kongress absolvieren.
Nach dem Ende seiner Zeit im US-Repräsentantenhaus praktizierte John Rice in Fremont als Arzt. Dort ist er am 14. Januar 1893 auch verstorben.